# Hrušica (Jesenice)
Hrušica is een plaats in Slovenië en maakt deel uit van de gemeente Jesenice in de NUTS-3-regio Gorenjska. De plaats telde 1.620 inwoners op 1 januari 2020.

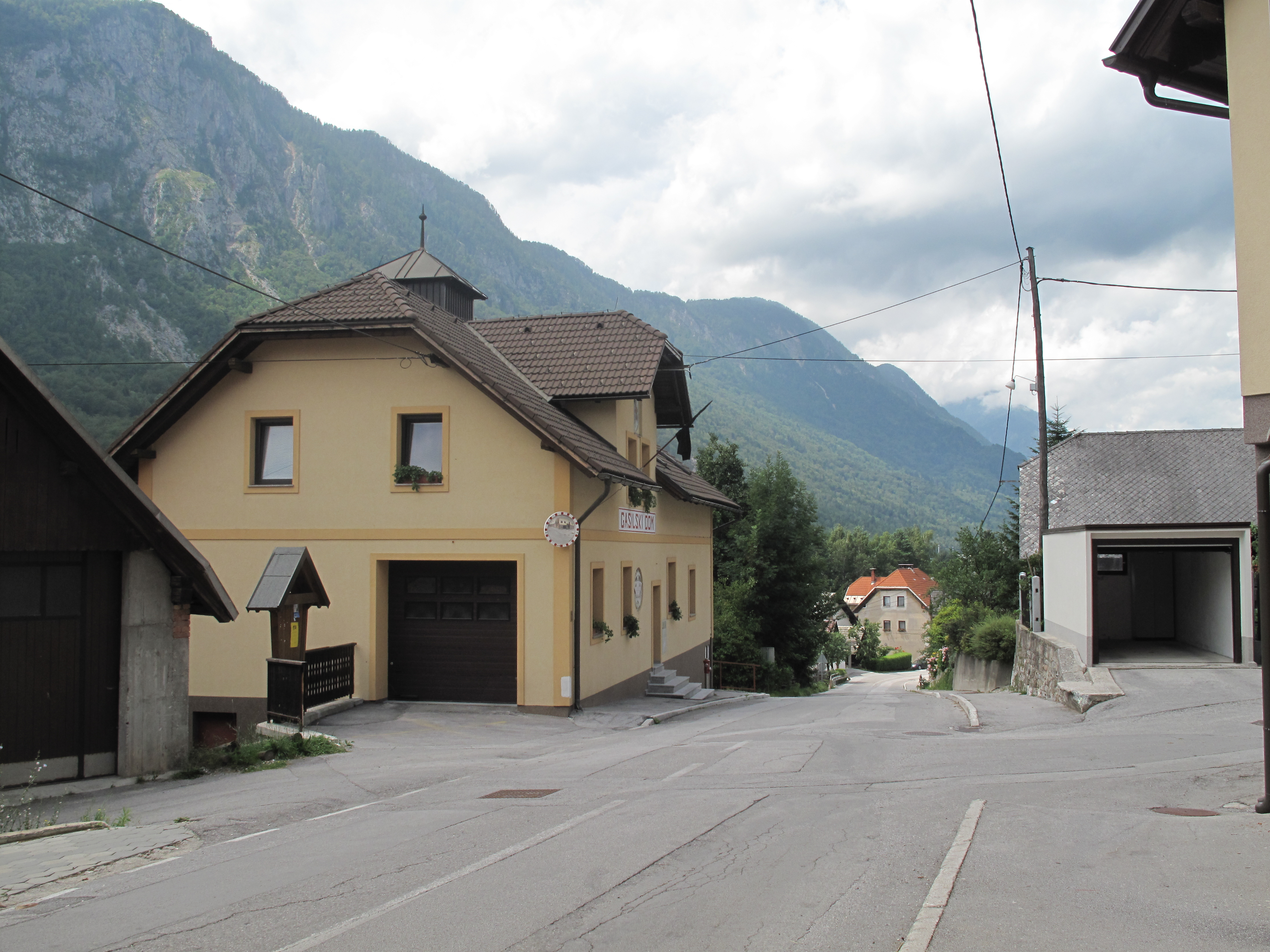
Hrusica, brandweerkazerne